# Коренчевский, Владимир Георгиевич
Владимир Георгиевич Коренчевский (1880, Российская империя — 9 июля 1959, Лондон, Великобритания) — российский и британский патолог, геронтолог, фармаколог и бактериолог.

## Биография
Родился 15 января 1880 года в городе Ошмяны, Виленской губернии Российской империи. Есть также указание на дату рождения 31 декабря 1879 года.  Отец — надворный советник Георгий Осипович Коренчевский (1849—?), был старшим помощником надзирателя II округа Лифляндского акцизного управления. Мать — урождённая Вильгельмина Гундризер). Кроме него в семье воспитывались младшие братья — Павел (1881—?), Андрей (1887—?) и сестра Надежда (1882—?).
Учился во Второй Виленской гимназии (1890—1891), затем — в Рижской Александровской гимназии, которую в 1898 году окончил с серебряной медалью. Поступил в Военно-медицинскую академию в Санкт-Петербурге. Обучаясь в академии Коренчевский получил золотую медаль имени Тучемского за работу «Сравнительно-фармакологические действия ядов на одноклеточных животных» (1902), которую он выполнил в фармакологической лаборатории Николая Кравкова.
В 1903 году, окончив академию с отличием и званием лекаря, с ноября начал службу младшим врачом Несвижского 4-го гренадерского полка в Москве; участвовал в русско-японской войне (1904—1905), работал ординатором и заведующим химико-бактериологической лабораторией в Харбинском сводном госпитале № 1, занимался ликвидацией очагов чумы в Монголии. В 1904 году был секретарём Харбинского военно-санитарного общества.
После окончания войны Коренчевский переехал в Москву, где прошёл стажировку по бактериологии у профессора Г. Н. Габричевского на медицинском факультете Московского университета. После смерти Габричевского стал заниматься проблематикой патологий; в 1908 году его утвердили в качестве ассистента кафедры общей и экспериментальной патологии Московского университета. Летом 1908 года он стажировался в Париже в лаборатории Ильи Мечникова в Институте Пастера; начал интересоваться геронтологией (после посещения Русского дома для престарелых людей в Москве в 1906 году).
В 1909 году защитил докторскую диссертацию «К учению о желудочно-кишечном самоотравлении» и становится приват-доцентом Московского университета по кафедре общей и экспериментальной патологии. В 1910 году был приглашён И. П. Павловым в Санкт-Петербург, где в течение шести месяцев работал в физиологическом отделе Института экспериментальной медицины и на кафедре физиологии Военно-медицинской академии. За это время им были выполнены три исследования, результаты которых опубликованы в «Архиве биологических наук»: «Влияние экспериментального малокровия на отделение и состав желчи», «Влияние желчно-кислых солей в их комбинации с энтерокиназой на ферменты панкреатической железы» и «Влияние экспериментального малокровия на отделение и состав поджелудочного сока».
Затем он вернулся в Московский университет. В январе 1912 года был избран экстраординарным профессором кафедры общей и нормальной патологии Военно-медицинской академии и снова вернулся в Санкт-Петербург.
Во время Первой мировой войны работал по совместительству в Обществе Красного Креста в качестве члена совета складов. Основал в 1915 году первую кафедру общей патологии в Психоневрологическом институте. С 1916 года — статский советник. После Октябрьской революции стал членом хозяйственного комитета Военно-медицинской академии. Принимал участие в проведении просветительских лекций при научно-медицинском отделе Народного комиссариата по просвещению.
В апреле 1919 году был командирован в Севастополь, где работал на биологической станции. В Крыму Коренчевский присоединился к Белой армии; состоял помощником генерала Деникина по санитарным вопросам. С 22 июля 1919 года — член Медицинского совета Вооружённых сил Юга России. В это же время учёный стал приват-доцентом новообразованного Таврического университета, где преподавал на медицинском факультете.
Вместе с семьёй в марте 1920 года на пароходе «Габсбург» был эвакуирован из Новороссийска в Салоники, а от туда добрался до Власотинце и Вранска-Баня. Коренчевский не сумел устроиться в Королевстве сербов, хорватов и словенцев и перебрался в Великобританию, принял британское гражданство.
В эмиграции Коренчевский стал одним из организатором Русской академической группы Великобритании. Являлся представителем данной группы на 1-м съезде Русских академических организаций в Праге в 1921 году. В 1928 году на 4-м съезде Русских академических организаций в Белграде Коренчевского избрали председателем организации. Член Русского студенческого христианского движения и его лондонского кружка.
С 1920 по 1945 год работал в Медицинском исследовательском центре и являлся старшим научным сотрудником Листеровского института превентивной медицины. В ходе изучения витаминов и гормонов подготовил более 100 научных статей, которые были опубликованы в журналах Великобритании и США.
Летом 1939 года основал «Клуб изучения старения», который позже стал именоваться как «Британское общество по изучению старения». В 1945 создал Оксфордскую геронтологическую лабораторию. Лаборатория вначале находилась в отделе зоологии и сравнительной анатомии, а затем — в физиологической лаборатории Оксфордского университета. После ухода Коренчевского с поста директора лаборатории в 1952 году, она была переведена в лондонский госпиталь Святого Бартоломью.
Стал основателем Международной геронтологической ассоциации. На первом международном конгрессе геронтологов в 1950 году Коренчевского избрали пожизненным членом правления
Скончался 9 июля 1959 года в Лондоне (по другим сведениям — в Нью-Йорке, США).

## Семья
Супруга — Женни Альфредовна (1875—?). Дочери — Зинаида (1907—?) и Марина (1911—?).